# Flughafen Port Blair

i8
i11
i13
Der Vir Savarkar Airport (auch Port Blair Airport, IATA-Code: IXZ, ICAO-Code: VOPB) ist der zivile Bereich eines Militärflugplatzes der Indischen Marine in Port Blair auf South Andaman Island. 
Er dient als Regionalflughafen und ist nach Vinayak Damodar Savarkar benannt. Der Flughafen wird von mehreren indischen Fluggesellschaften angeflogen. Ziele sind u. a. Chennai, Delhi und Mumbai. Der Flughafen ist Sitz der Andaman Airways.
Das vormals komplett zivil genutzte Areal untersteht seit 1984 der Marine, die den Flugplatz nach der Übernahme ausbaute und ihn 1985 als Indian Naval Station Utkrosh, kurz INS Utkrosh, eröffnete. Die Marine hat hier eine Staffel Do 228-201-Patrouillenflugzeuge sowie einige Hubschrauber stationiert. Im Norden des Archipels befindet sich mit der INS Kohasa als vorgeschobener Basis ein zweiter Marineflugplatz.